# Song Jiaoren
Song Jiaoren (宋教仁S, Song JiaorenP, Sung Chiao-jenW), alla nascita, Lian (链S, LiànP), nome di cortesia, Dunchu (钝初S, DùnchūP) (Taoyuan, 5 aprile 1882 – Shanghai, 22 marzo 1913) è stato un rivoluzionario cinese, repubblicano, capo politico e fondatore del Kuomintang (KMT).
Fu un moderno rivoluzionario democratico cinese e il primo politico a sostenere il sistema di responsabilità di gabinetto nella prima Repubblica di Cina. Servì come principale leader della Società Hua Xing e della Lega, e fu il capo del Ministero dell'Agricoltura e delle Foreste nel Gabinetto Tang Shao Yi del Governo Provvisorio della Repubblica di Cina. Il 20 marzo 1913, Song Jiaoren, allora presidente ad interim del Kuomintang, fu colpito da gangster alla Stazione Nord di Shanghai e morì il 22 marzo all'età di 31 anni。

## Biografia
Son Jiaoren fu un anti-rivoluzionario della dinastia Qing e seguace di Huang Xing. Nel 1904, fuggito dalla Cina sino in Giappone, studiò il pensiero politico occidentale e mantenne i contatti tra la popolazione studentesca espatriata cinese e giapponese panasianista. Durante questo periodo Song fu un intimo amico del pensatore nazionalista giapponese Kita Ikki.
Nel 1905, insieme a Sun Yat-sen, Song contribuì a fondare e divenne un attivista di primo piano nel Tongmenghui, una organizzazione rivoluzionaria dedicata al rovesciamento della dinastia Qing e alla formazione di una repubblica. Song tornò in Cina nel 1910 e, dopo la Rivoluzione Xinhai (a cui partecipò appieno), e dopo la dichiarazione della nuova Repubblica di Cina, contribuì a trasformare il Tongmenghui nel Kuomintang (KMT o Partito Nazionalista Cinese). Song si scagliò contro il crescente autoritarismo del presidente cinese Yuan Shikai, e espresse viva preoccupazione nei confronti delle indicazioni di Yuan che gli sarebbe piaciuto ripristinare un sistema monarchico in Cina, con se stesso come imperatore.
Song portò alla vittoria del Kuomintang in Cina prima delle elezioni a livello nazionale nel 1912-13. Il KMT raccose una maggioranza in entrambe le Camere dell'Assemblea nazionale. Song fu quasi scelto per divenire il seguente primo ministro, ma provocò polemiche affermando che il suo consiglio dei ministri poteva essere composto da soli nazionalisti. Questo fece arrabbiare il presidente Yuan, che sentì dalle parole di Song che il consiglio dei ministri era solo un ostacolo alle sue politiche e ambizioni.
Song morì per le ferite ricevute, due giorni dopo un tentativo di assassinio avvenuto la notte del 20 marzo 1913 presso la biglietteria di una stazione ferroviaria di Shanghai, quando era in viaggio per fornire interventi a sostegno di un sistema di governo. Gli assassini furono catturati e divenne presto evidente il coinvolgimento nell'omicidio del ministero dell'interno e del primo ministro, Zhao Bingjun. La morte di Song divenne una delle cause della Seconda Rivoluzione, avvenuta quello stesso anno.